# Espion, lève-toi
Espion, lève-toi es una película franco-suiza dirigida en 1982 por Yves Boisset.
La película inicialmente iba a ser dirigida por Andrzej Zulawski, pero finalmente se le encomendó a Yves Boisset. 
Esta es la segunda vez que Ennio Morricone e Yves Boisset trabajan juntos, pues ya lo habían hecho una década antes en El Atentado 1972, esta fue una década en la que Morricone trabajo con mucha asiduidad para el cine francés obteniendo un éxito tras otro. La película que nos ocupa, una magnífica cinta de intriga y espionaje, es una muestra de ello.

## Sinopsis
Sebastien Grenier ha sido espía durante ocho años y ahora lleva una vida tranquila, dirigiendo una empresa financiera en Zúrich. Pero después de ocho años las circunstancias le hacen despertar. Alguien se pone en contacto con Grenier, Jean-Paul Chance, quien dice trabajar para el Servicio Secreto Francés. Este le habla de los agentes franceses que están siendo asesinados. Grenier decide hablar con su contacto en Múnich, pero este es asesinado. Aparece un tercer personaje, Richard, que asegura que Chance es un espía ruso. Grenier empieza a investigar por su cuenta, pues el mismo podría ser uno de los siguientes agentes asesinados.

## Premios
- 1982 - Una nominación al Premio "Best Film" (Mystfest)

## Ficha técnica
- Título: Espion, lève-toi
- Dirigido por: Yves Boisset
- Guion: Yves Boisset,Michel Audiard y Claude Veillot, sobre la novela Chance awaikening de George Markstein
- Música: Ennio Morricone
- Cámara: Jean Boffety, Pierre-William Glenn
- Montaje: Albert Jurgenson
- Decorado: Serge Douy
- Props: Daniel Braunschweig, Daniel Nicolas Garbade
- Set. Andre Labussiere
- Productor: Norbert Saada para Cathala Productions y TF1 Films Productions
- Pays de origen: Suiza y Francia
- Género: espionaje